# Tropidosteptes vittifrons
Tropidosteptes vittifrons är en insektsart som först beskrevs av Knight 1929.  Tropidosteptes vittifrons ingår i släktet Tropidosteptes och familjen ängsskinnbaggar.

## Underarter
Arten delas in i följande underarter:
- T. v. vittifrons
- T. v. umbratus